# Същински забулени сови
Същинските забулени сови (Tyto) са род нощни грабливи птици от семейство забулени сови (Tytonidae), който включва 14 вида.

## Разпространение
Срещат се по всички континенти без Антарктида, а в Азия обиватат само южните части на континента около Арабския полуостров, Индийския полуостров и Индокитайския полуостров и островите около тях. В България се среща вида Забулена сова (Tyto alba).

## Допълнителни сведения
Над клюна лицевият диск образува линия от гладки пера. Крилата на видовете от този род са заострени, а перата са меки и къси. Стъпалото е дълго. Ирисът е тъмно кафяв.

## Списък на видовете
- Род Tyto -- Забулени сови
  - Tyto alba -- Забулена сова
  - Tyto aurantia -- Златна забулена сова
  - Tyto capensis -- Капска забулена сова
  - Tyto glaucops --
  - Tyto inexspectata -- Минахаска забулена сова
  - Tyto longimembris -- Източна забулена сова
  - Tyto manusi --
  - Tyto multipunctata --
  - Tyto nigrobrunnea -- Талиабска забулена сова
  - Tyto novaehollandiae -- Австралийска забулена сова
  - Tyto rosenbergii -- Целебеска забулена сова
  - Tyto sororcula --
  - Tyto soumagnei -- Мадагаскарска забулена сова
  - Tyto tenebricosa -- Новогвинейска забулена сова